# 時尚貴族/Hello
《時尚貴族/Hello》（日语：シャレオツ/ハロー）是2013年12月18日由Victor Entertainment发行的日本男子组合SMAP的第51张单曲。

## 概要
这张单曲是SMAP第4张双A面单曲，与《Mistake!/Battery》相同，两曲都制作了相应的MV。这也是组合在2005年之后约8年再次年内发行3张单曲，但是发行超过2张单曲却没有发行专辑，今年是第1次。
单曲分为通常盤、有初回特典的通常盤、初回限定盤A、初回限定盤B、三丽鸥限定盤五种版本发行。初回限定盤A的DVD中收录了《時尚貴族》的MV，初回限定盤B的DVD则收录了《Hello》的MV。通常盤相比初回盘则多了《時尚貴族》（JM Remix）与《Hello》（twinkle ver.）两首主打曲的混音版本。三丽鸥限定盤则是因单曲主打曲之一的《Hello》被使用为Hello Kitty诞生40周年官方歌曲而决定发行的，这一版本的单曲只在部分与三丽鸥相关的店铺销售。

## 收录歌曲

### 通常盤
1. 《時尚貴族》
作詞：大竹創作/作曲・編曲：Jeff Miyahara（日语：Jeff Miyahara）,blackSHEEP
  - 富士电视台系电视剧《独身貴族（日语：独身貴族）》主題歌（成员草彅剛主演）[3]。
  - 在《独身貴族》中与草彅共同演出的Dewi夫人（日语：デヴィ・スカルノ）也出演了这一PV。
2. 《Hello》
作詞・作曲：尾崎世界観（日语：CreepHyp）/編曲:藤谷一郎
  - 在2014年迎来誕生40周年的Hello Kitty的官方主题歌、与三丽鸥合作制作。
  - 関東圏内播放的富士电视台系迷你节目《FOR YOU〜想要告诉你 谢谢〜（日语：FOR YOU〜伝えたい ありがとう〜）》主题曲
  - 在2013年12月23日播出的《Sound Room（日语：Sound Room）》中在电视上初次披露。
3. 《時尚貴族》（JM Remix）
4. 《Hello》（twinkle ver.）
5. 《時尚貴族》（back track）
6. 《Hello》（back track）

- 附有初回特典的通常盤附赠有20页的写真书。

### 初回限定盤A
DISC.1
1. 《時尚貴族》
2. 《Hello》
3. 《時尚貴族》（back track）
4. 《Hello》（back track）

DISC.2
1. 《時尚貴族》（Music Video）

### 初回限定盤B/三丽鸥限定盤
DISC.1
1. 《Hello》
2. 《時尚貴族》
3. 《Hello》（back track）
4. 《時尚貴族》（back track）

DISC.2
1. 《Hello》（Music Video）

- 封入特典
  - 包装用贴纸（只三丽鸥限定盤有）

## 脚注
1. ↑  . ORICON STYLE. Oricon. 2013-03-05  [2013-12-24]. （原始内容存档于2018-02-23） （日语）.
2. ↑  . RIAJ. 2014-01-10  [2014-02-16]. （原始内容存档于2014-01-16） （日语）.
3. ↑  （页面存档备份，存于） （页面存档备份，存于）  （页面存档备份，存于） - 淘兒唱片 2013年10月11日